# الأميرة فيلهيلمين من بادن
الأميرة فلهيلمينا من بادن (بالألمانية: Wilhelmine von Baden )‏ (و. 1788 – 1836 م) هي سياسية، من ألمانيا، ولدت في كارلسروه، توفيت عن عمر يناهز 48 عاماً.